# Mara (région)
Pour les articles homonymes, voir Mara.
La région de Mara est une région de l'extrême nord de la Tanzanie, entre le lac Victoria et le Kenya. Sa capitale est Musoma.
Elle est connue pour comprendre la partie nord du Parc national du Serengeti, mais aussi pour être la région d'origine du père de l'indépendance et héros national Julius Nyerere.

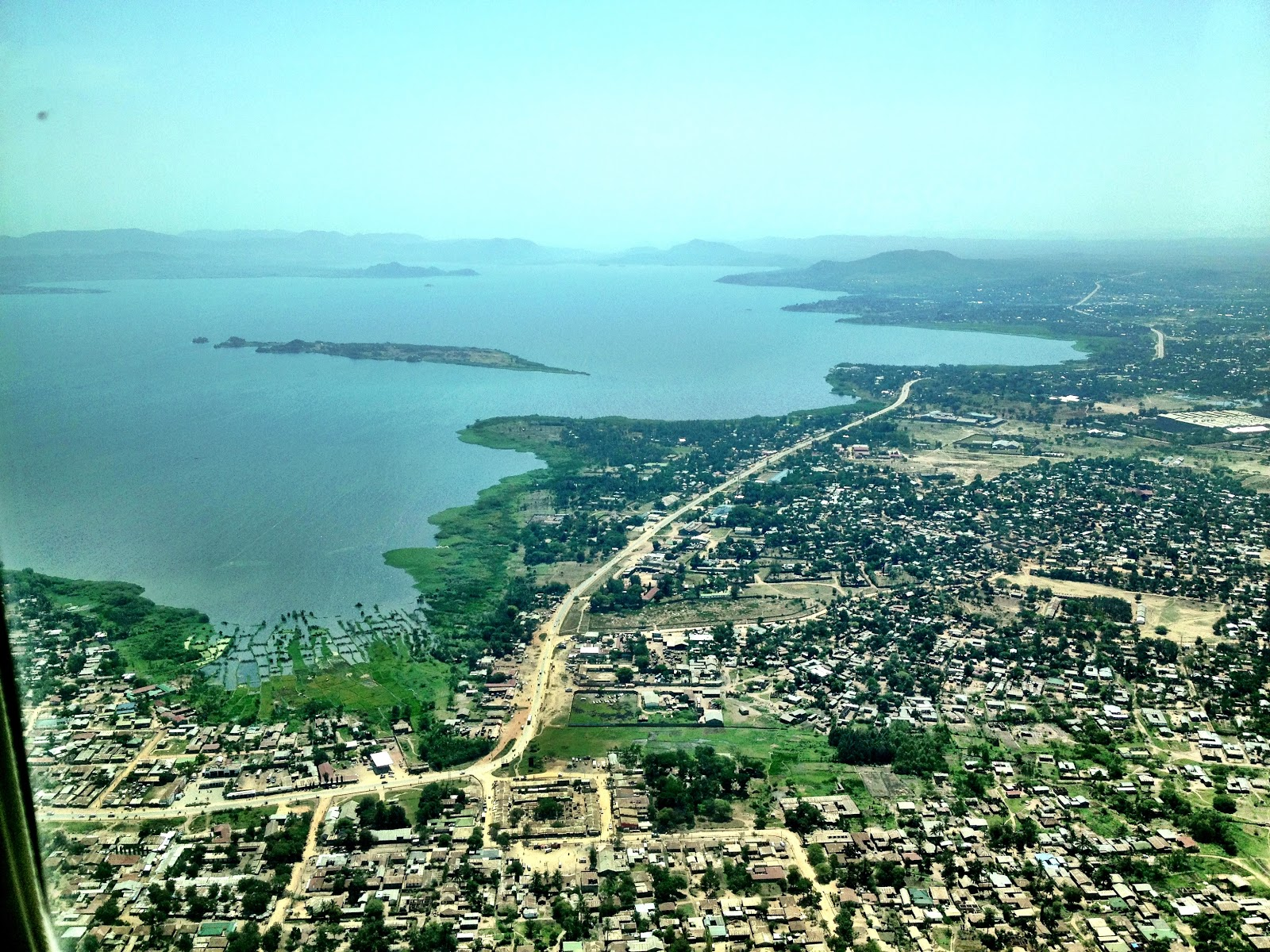
Vue aérienne de Musoma.

## Mine d'or
L'entreprise britannique Acacia exploite la mine d'or de Nord Mara dont elle extrait chaque année 10 tonnes d'or, pour une valeur de 450 millions d'euros.
Avant la privatisation, chaque famille exploitait un petit filon. Privés de ces terres, les villageois sont désormais sans ressources et certains tentent de s’aventurer dans la mine pour y grappiller quelques pépites.
Face aux gardes et à la police, équipés d'armes automatiques, la confrontation est parfois sanglante. Elle aurait causé une vingtaine de morts en cinq ans d'après plusieurs associations, ce que conteste l'entreprise, et des dizaines d'autres personnes ont été mutilées. Les journalistes qui se sont intéressés à ces disparitions ont été menacés, censurés, et parfois contraints à l'exil. 
Des fuites de nitrite, d'arsenic et de métaux lourds ont été observées dans les cours d'eau voisins et pourraient être à l'origine des maladies de peau récurrentes dans la région. En 2019, les autorités tanzaniennes imposent à la l'entreprise une amende pour pollution s'élevant à deux millions d'euros.

## Langue parlée
- Kabwa